# جایزه آورورا برای بیداری بشریت
جایزه آورورا برای بیداری بشریت (ارمنی: Ավրորա մրցանակ հանուն մարդասիրաց; انگلیسی: Aurora Prize for Awakening Humanity) یا نجات صد زندگی (100Lives) جایزه ای است که از طرف خیرین ارمنی تدارک دیده شده‌است و به ارزش یک میلیون دلار آمریکا می‌باشد.
این جایزه به یاد «آرورا ماردیگانیان» که در جریان نسل‌کشی ارمنی‌ها اعضاء خانواده اش را از دست داد، نامگذاری شده‌است. این جایزه از جانب بازماندگان نسل‌کشی ارمنی‌ها تأسیس شده‌است.
نوبار آفه‌یان، از مؤسسین و رئیس بنیاد جایزه آورورا گفته: 
جایزه آورورا نماد تشکر مردم ارمنی از جامعه جهانی است که یکصد سال قبل، وقتی این ملت دچار مصیبت نسل‌کشی شده بود توسط انسان‌های نوع دوست غیر ارمنی و نجات داده شد تا آینده این قوم رقم زده شود. هر ساله این جایزه به کسی تعلق خواهد گرفت که برای کمک به انسان‌های نیازمند و همنوعان خود از هیچ تلاشی فروگذار نکرده‌اند.

## جایزه ۲۰۱۶
جرج کلونی، بازیگر مشهور سینمای هالیوود و برنده جایزه اسکار، الی ویزل، شیرین عبادی، لیما گبوی و اسکار آریاس، برندگان «جایزه نوبل»، مری رابینسون، رئیس‌جمهور سابق ایرلند و کمیسر عالی سابق حقوق بشر سازمان ملل، حنا جیلانی، نماینده ویژه سابق دبیرکل سازمان ملل متحد در زمینه دفاع از حقوق بشر و گارت اوانس، وزیر سابق امور خارجه استرالیا و مشاور دبیرکل سازمان ملل در امور نسل‌کشی و وارتان گرگوریان رئیس بنگاه کارنگی در نیویورک اعضاء کمیسون اعطاء جایزه آورورا می‌باشند. جایزه مذکور برای نخستین بار در ۲۴ آوریل ۲۰۱۶ از سوی «جرج کلونی» در ایروان، پایتخت ارمنستان، اهداء شد. وی در مراسم آغاز برنامه 100Lives در نیویورک حضور داشته‌است.

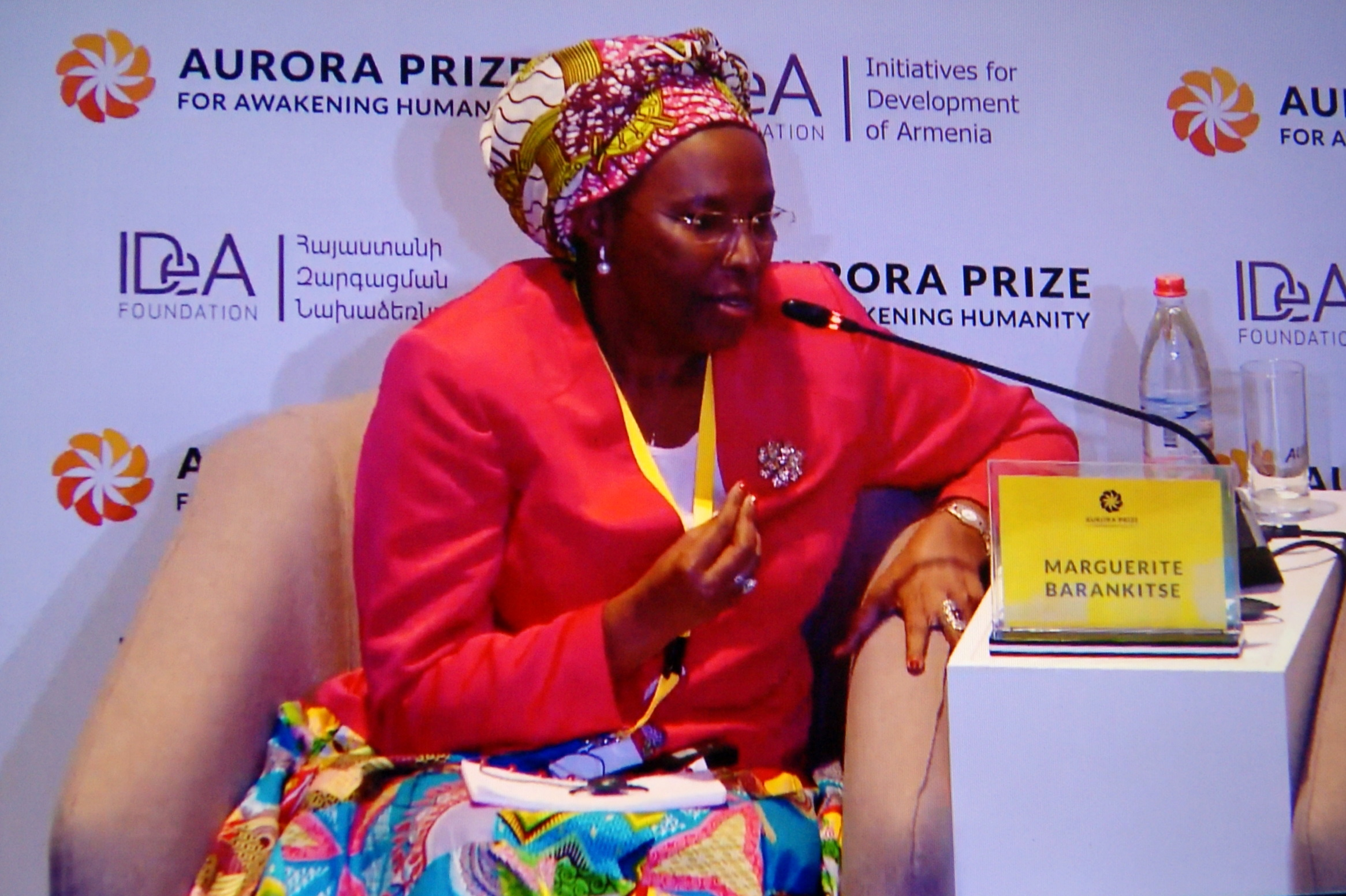
مارگاریت بارانکیس

چهار تن از فعالان اجتماعی و مدافعان حقوق مدنی جهان به اسامی مارگاریت بارانکیس از بوروندی، دکتر تام کاتینا از سودان، سعیده غلام فاطیما از پاکستان و پدر برنارد کینوی از آفریقای مرکزی، نفراتی هستند که برای کسب این جایزه یکصد هزار دلاری به مرحله نهائی راه یافتند.
مارگاریت بارانکیس نیکوکار اهل بوروندی، که در آفریقا چندین بیمارستان ساخته و توانسته جان هزاران کودک آفریقایی را در جریان جنگ‌های داخلی آفریقا نجات دهد، برنده اولین جایزه آورورا بوده‌است. وی پس از دریافت این جایزه از دستان جورج کلونی گفت: 
آگاهی من در مورد نسل‌کشی ارمنیان از زمان دانش آموزی است، ارمنیان آن دسته از مردمان هستند که توانستند پس از تحمل آن همه مصیبت دوباره کشورشان را بسازند، ارمنیان مردمی با ارزش‌های انسانی والا هستند و آن‌ها به ما می‌آموزند که چگونه روی پاهای خود بایستیم.

## جایزه ۲۰۱۷

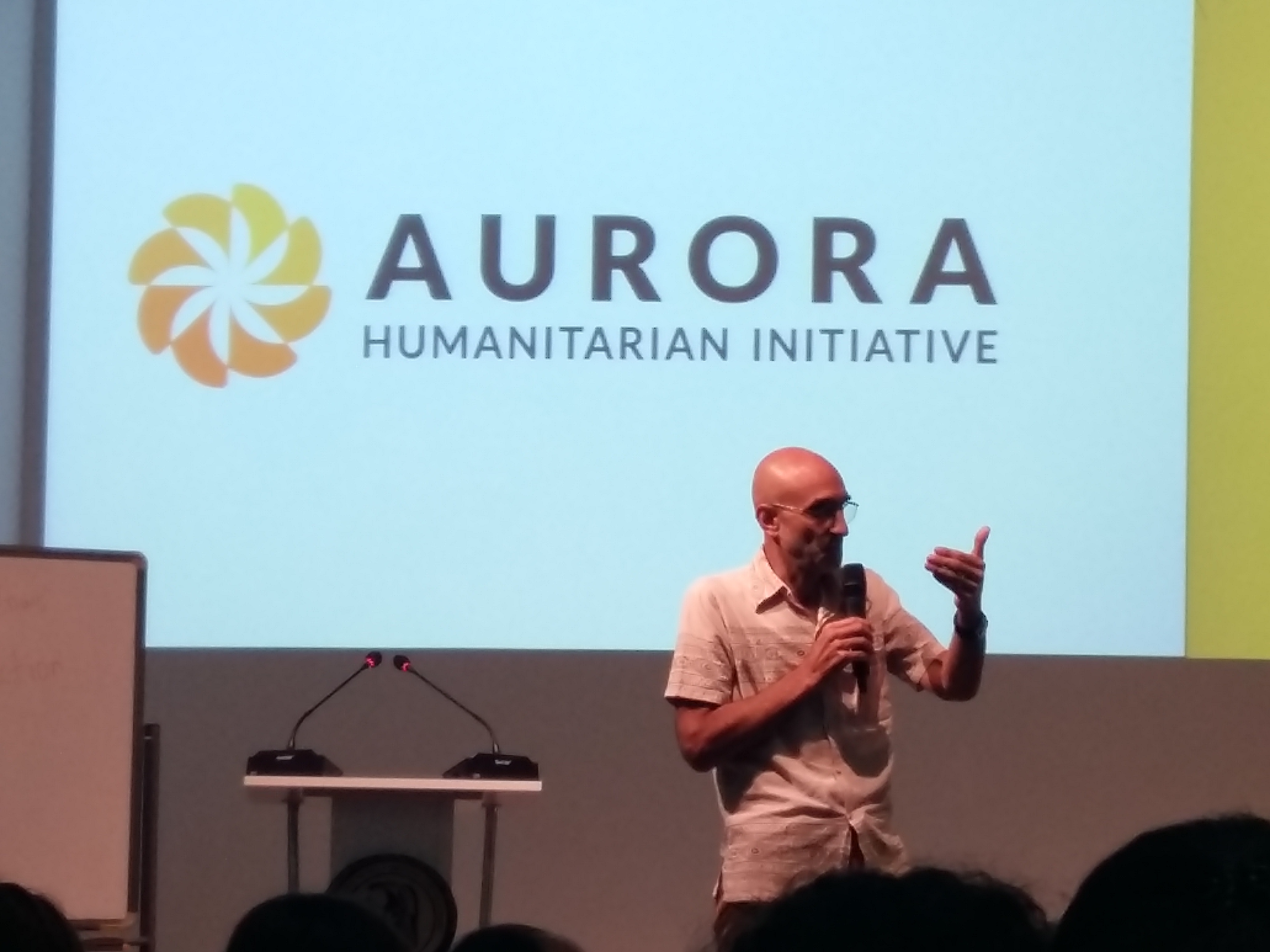
تام کاتئنا برنده جایزه سال ۲۰۱۷

اعضاء کمیسون اعطاء جایزه آورورا عبارتنداز: جرج کلونی، وارتان گرگوریان، شیرین عبادی، گارت اوانس، لیما گبوی، حنا جیلانی، مری رابینسون و ارنستو سدی‌یو،
نامزدهای دریافت جایزه
- فارتو آدن و ایلواد المان
- جمیله افغانی
- تام کاتئنا
- محمد درویش
- دکتر دنیس موکویگی

## جایزه ۲۰۱۸
اعضاء کمیسون اعطاء جایزه آورورا عبارتنداز: برنار کوشنر، اسکار آریاس، مری رابینسون، لیما گبوی، ارنستو سدی‌یو، آرا درزی، سامانتا پاور، حنا جیلانی گارت اوانس، شیرین عبادی و وارتان گرگوریان.